# Iasenove Perșe, Bârzula
Iasenove Perșe (în ucraineană Ясенове Перше) este un sat în comuna Zelenohirske din raionul Bârzula, regiunea Odesa, Ucraina.

## Demografie
Componența lingvistică a localității Iasenove Perșe
     Ucraineană (95,05%)
     Română (2,73%)
     Rusă (1,37%)
     Alte limbi (0,68%)
Conform recensământului din 2001, majoritatea populației localității Iasenove Perșe era vorbitoare de ucraineană (95,05%), existând în minoritate și vorbitori de română (2,73%) și rusă (1,37%).